# Marele vals (film din 1972)
Marele vals (titlul original: în engleză The Great Waltz) este un film dramatic-biografic american, realizat în 1972 de regizorul Andrew L. Stone, care urmărește 40 de ani din viața compozitorului Johann Strauss (fiul) și a familiei sale. bazat pe musicalul omonim conceput de Hassard Short.
Protagoniștii filmului sunt actorii Horst Buchholz, Mary Costa, Rossano Brazzi și Nigel Patrick. 

## Rezumat
Viena 1844. Strauss junior susține concertul de debut. Fiul „regelui valsului” vienez, poate întradevăr să țină pasul cu popularul tată. Însă zurbagi plătiți, bucuroși să facă probleme, amenință că vor arunca în aer spectacolul. Celebra cântăreață Henriette salvează cu mult curaj seara. Câțva ani mai târziu, compozitorul o reîntâlnește pe Henriette. Se îndrăgostesc, dar „Jetty” este deja logodită...

## Distribuție
- Horst Buchholz – Johann Strauss, fiul
- Mary Costa – Henriette „Jetty” Treffz
- Nigel Patrick – Johann Strauss, tatăl
- Yvonne Mitchell – Anna Strauss
- Rossano Brazzi – Moritz Tedesco
- Susan Robinson – Emilie Trampusch
- George Howe – Karl Frederick Hirsch
- Vicki Woolf – Lili Weyl
- James Faulkner – Josef Strauss
- Paola Loew – Princess Pauline Metternich
- Lauri Lupino Lane – Donmayer
- Hermione Farthingale – Louise
- Marty Allen – Johann Herbeck
- Lorna Nathan – Olga
- Elizabeth Muthsam – Caroline Strauß
- Guido Wieland – Max Steiner
- William Parker – Karl Treffz
- Prince Johannes Schönburg-Hartenstein – Împăratul Franz-Josef
- Franz Aigner – Josef Weyl
- Michael Tellering – Karl Haslinger
- Dominique Weber – Jacques Offenbach
- Helmut Janatsch – Havemeyer
- Kenneth McKellar – narațiunea cântată (voce)